# ロブ・マンフレッド
ロブ・マンフレッド（英語: Rob Manfred, 本名：ロバート・D・マンフレッド・ジュニア（Robert D. Manfred Jr., 1958年4月26日 - ）は、アメリカ合衆国の弁護士、経営者。2015年1月より第10代MLBコミッショナーを務めている。

## 経歴
コーネル大学で理学士を取得し、ハーバード・ロー・スクールで法学博士を取得した。専攻は労働法。
1987年にMLB機構に入った。1994年から1995年のMLBストライキでは弁護士として主導した。1998年に執行副社長に昇格した。2013年に最高執行責任者 (COO)に昇格した。前任のバド・セリグの引退表明に伴い、2014年8月に次期コミッショナーに選出され、2015年1月に就任した。2018年11月、2期目の2024年まで任期延長された。

## 評価
コミッショナー就任後、従来のルールをいくつも変更している。申告制故意四球、野手がマウンドに行く回数の制限、イニングの終了時を除き投手は最低でも3人の打者に投げる義務、両リーグ指名打者制など、試合時間の短縮を狙う新たなルールが多い。
ルール変更で賛否両論あるものの、スタットキャストの導入、キューバの選手が亡命せずにMLB球団との契約できるようにキューバ野球連盟と移籍制度の合意、ヨーロッパでの初の公式戦開催など、功績もある。
ただ、サイン盗みを行ったヒューストン・アストロズへの処分が軽い、そのアストロズの2017年のワールドシリーズ優勝に対して、「優勝トロフィーは単なる金属...」と発言したり、ロックアウトで交渉が決裂した後の記者会見で笑顔を見せるなど物議を醸すことも多々ある。